# Втікачі та біженці: прогулянки Портлендом, штат Орегон
Втікачі́ та бі́женці: прогу́лянки По́ртлендом, штат Орего́н — путівник американського письменника Чака Поланіка.
Книга складається з автобіографічних глав, а також описів улюблених занять автора у місті Портленд на північному заході США, де він мешкає.

## Опис
Книга оповідає про різні місця міста Портленд (штат Орегон; міста, в якому від 1980 року автор живе і працює) — від кав'ярень до стриптиз-клубів, від парків до будинків із привидами. Критики наголошують, що композиційно ця своєрідна книга нагадує путівник для туристів, який Поланік присвячує місту Портленд. Книгу характеризують як «путівник Портлендом», «збіку статей про Портленд», «екскурсійні нотатки». Разом з тим, її не можна однозначно назвати путівником, оскільки автор не мав на меті створити повну картину про всі пам'ятки Портленда, а розповідає про те, що цікаве особисто для нього.

Твір написано не у звичному для Поланіка «контркультурному стилі», а у вигляді своєрідної автобіографії, що оповідає про період його життя в Портленді від 1981-го до 2002-го року. Багато взято з особистого досвіду автора: телефони, адреси будинків та інтернет-сайтів, всі вони справжні. Про історію створення книги письменник розповідає в передмові, де вказує, що переїхав до Портленда 1980 року, «рівно через шість днів після шкільного випускного». У денний час працював кур'єром у газеті «Орегонець», а вечорами підробляв посудомийником у ресторані морепродуктів. Жив у квартирі на бульварі Барбур разом із двома своїми однолітками, з якими «марнував життя». У якийсь момент він зробив символічне жертвопринесення: викинув з балкона свої мигдалики, вирізані в дитинстві, і загадав бажання стати письменником. За словами автора «Втікачі та біженці» — це ніби словесне зібрання, колаж «моментальних знімків із Портлендського життя»; це неофіційна історія міста, яку він метафорично порівнює з непідшитим краєм: «не закріпиш — буде розтріпуватися». У книзі написаній у характерній для письменника оповідній манері від першої особи, його цікавлять насамперед мешканці міста і їхні «реальні історії», які перебувають на «межі правди та вигадки»: 
|  | Тепер це моя робота: збирати та перебирати історії. Я слухаю, слухаю — доти, поки не зможу назвати ці історії своїми. Моє бажання здійснилося. Те, за яке я віддав свої мигдалики. |